# النبع المنشوري الكبير
النبع المنشوري الكبير أو نبع البراق الكبير (بالإنجليزية: Grand Prismatic Spring)‏ هو ينبوع ساخن يقع في متنزه يلوستون الوطني ويعتبر أكبر عين حمئة في الولايات المتحدة، وثالث أكبر ينبوع حار في العالم بعد كل من: بحيرة المقلاة في نيوزيلندا والبحيرة الفوارة في دومينيكا. التي تقع في ينابيع ميدواي الحارة.
سميَّ هذا النبع من قبل الجيولوجيين (هايدن) العاملين في مجال المسح الجيولوجي 1871، وسميَّ بالمنشوري نظرًا لألوانه (الأحمر والبرتقالي والأصفر والأخضر والأزرق) وهي ألوان قوس قزح والتي تنتج عن انشطار اللون الأبيض إلى مكوناته.

## التاريخ
كان أول أكتشاف لهذا النبع من المستكشفين والمساحين الأوروبية في وقت مبكر وتحديداً في عام 1839، حيث عبرت مجموعة من صيادو الفراء من الشركة الأمريكية الفراء في منتصف طريق (الحوض الساخن) وتم تسميتها«بحيرة الغليان» وقيل أيضاً النبع المنشوري ويبلغ قطرها 300 قدم (90 م).

## الألوان
الألوان الزاهية في النبع هي نتيجة لبكتيريا المصطبغة في بيوفيلم التي تنمو حول حواف المياه الغنية بالمعادن. البكتيريا تنتج الألوان التي تتراوح بين الأخضر إلى الأحمر. كمية من الألوان في الكائنات الجرثومية يعتمد على نسبة من يخضور كاروتينات وعلى درجة حرارة الماء التي تحفز البكتيريا واحدة على أخرى. في فصل الصيف تميل إلى أن تكون البرتقالي والأحمر، بينما في فصل الشتاء تكون أخضر قاتم.
اللون الأزرق العميق من المياه في وسط تجمع النتائج من اللون الأزرق لا يتجزأ من الماء في حد ذاته نتيجة امتصاص الماء الانتقائي من موجات حمراء من الضوء المرئي. على الرغم من هذا التأثير هو المسؤول عن اتخاذ جميع الهيئات كبيرة من المياه الزرقاء، وتزداد شدته خاصة في غراند المنشورية الربيع بسبب نقاء عالية وعمق المياه في منتصف فصل الربيع.

## المواصفات والأبعاد
يبلغ أتساع قطر النبع إلى ما يقرب من 370 قدم (110 متر) ويبلغ عمقه 160 قدم (50 م). ويبلغ تصريف المياه إلى ما يقدر ب 560 جالون (2100 لتر) في الدقيقة الواحدة وتبلغ درجة حرارته 160 فهرنهايت (70 درجة مئوية).

## معرض الصور

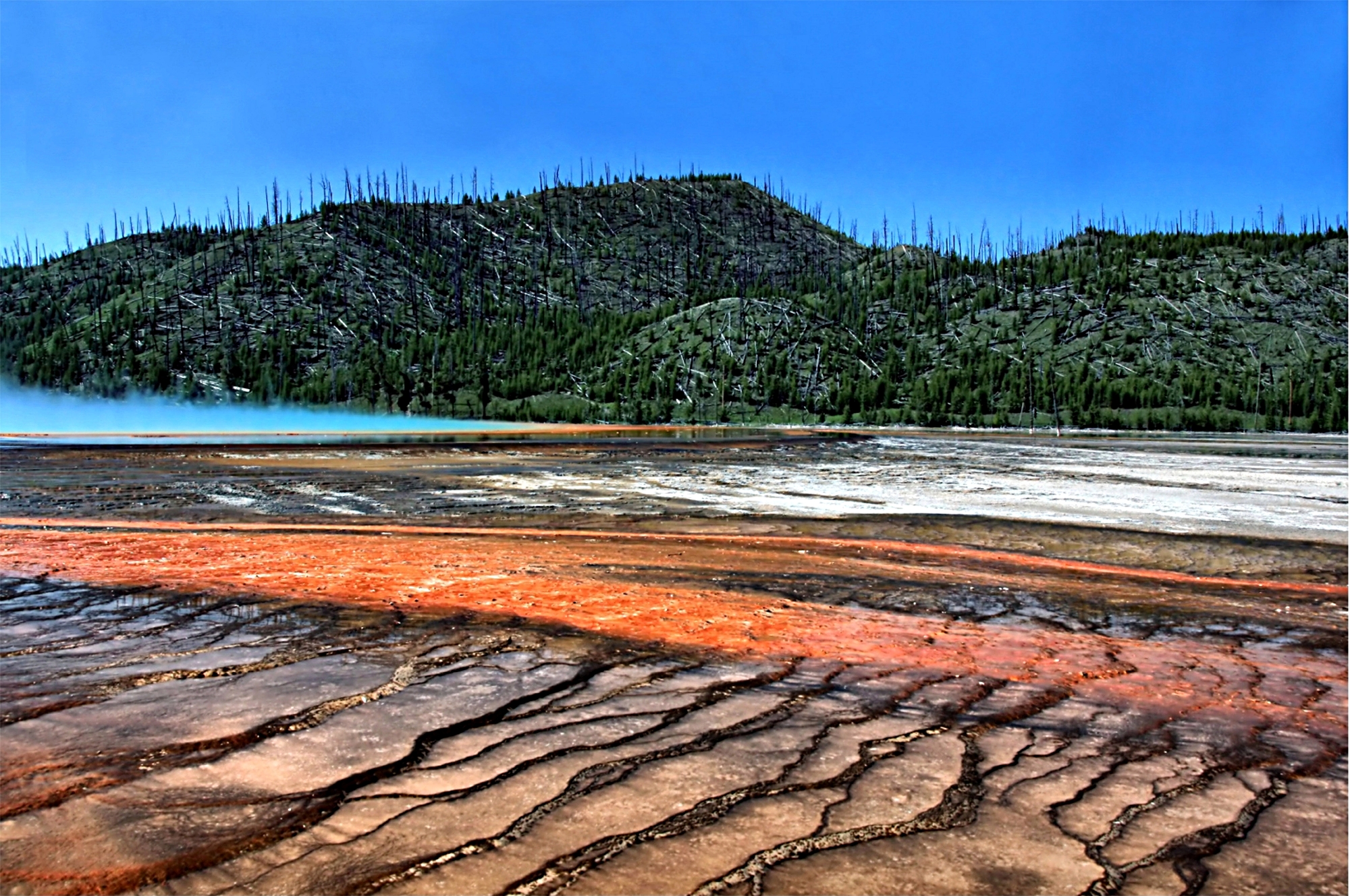
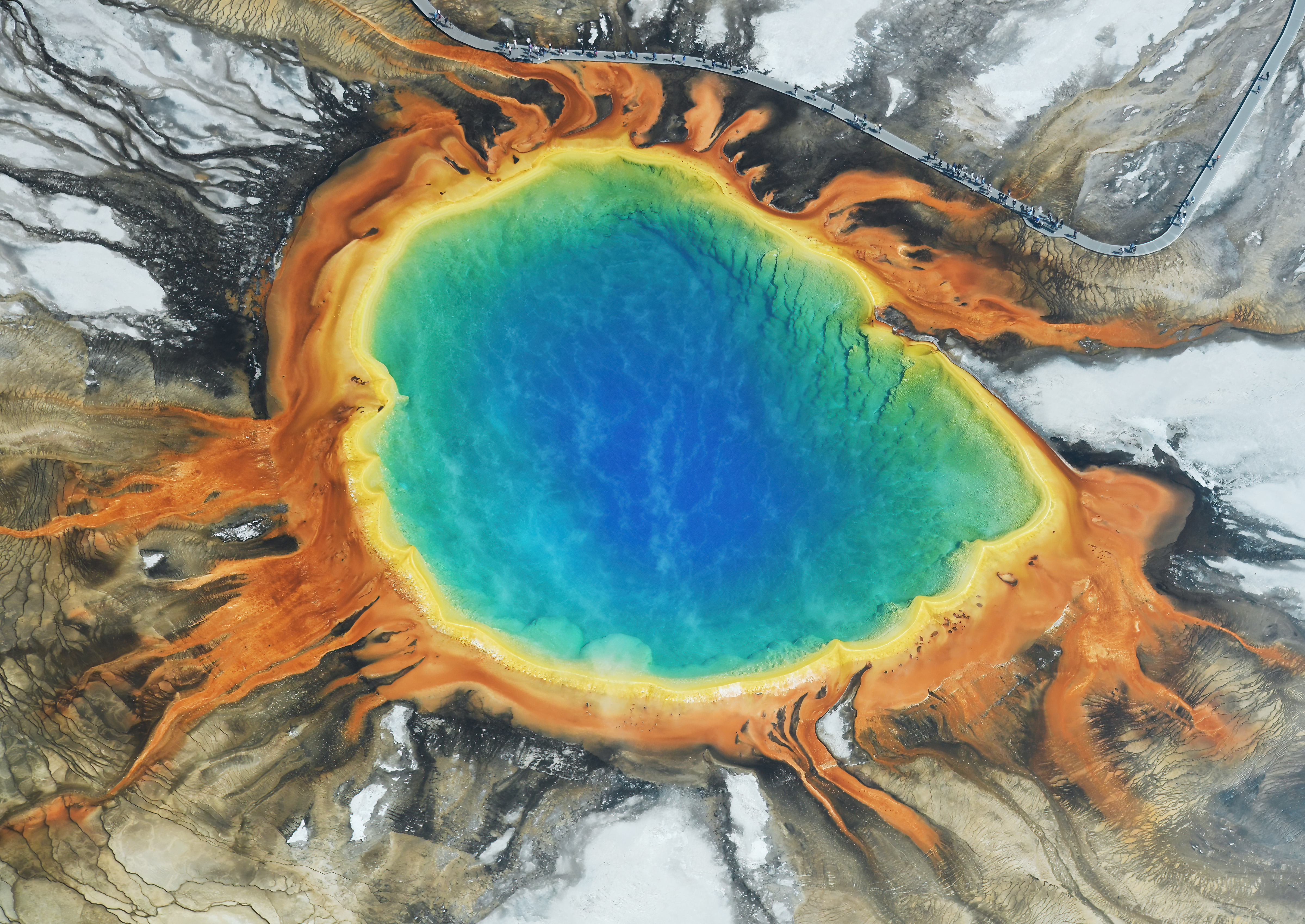
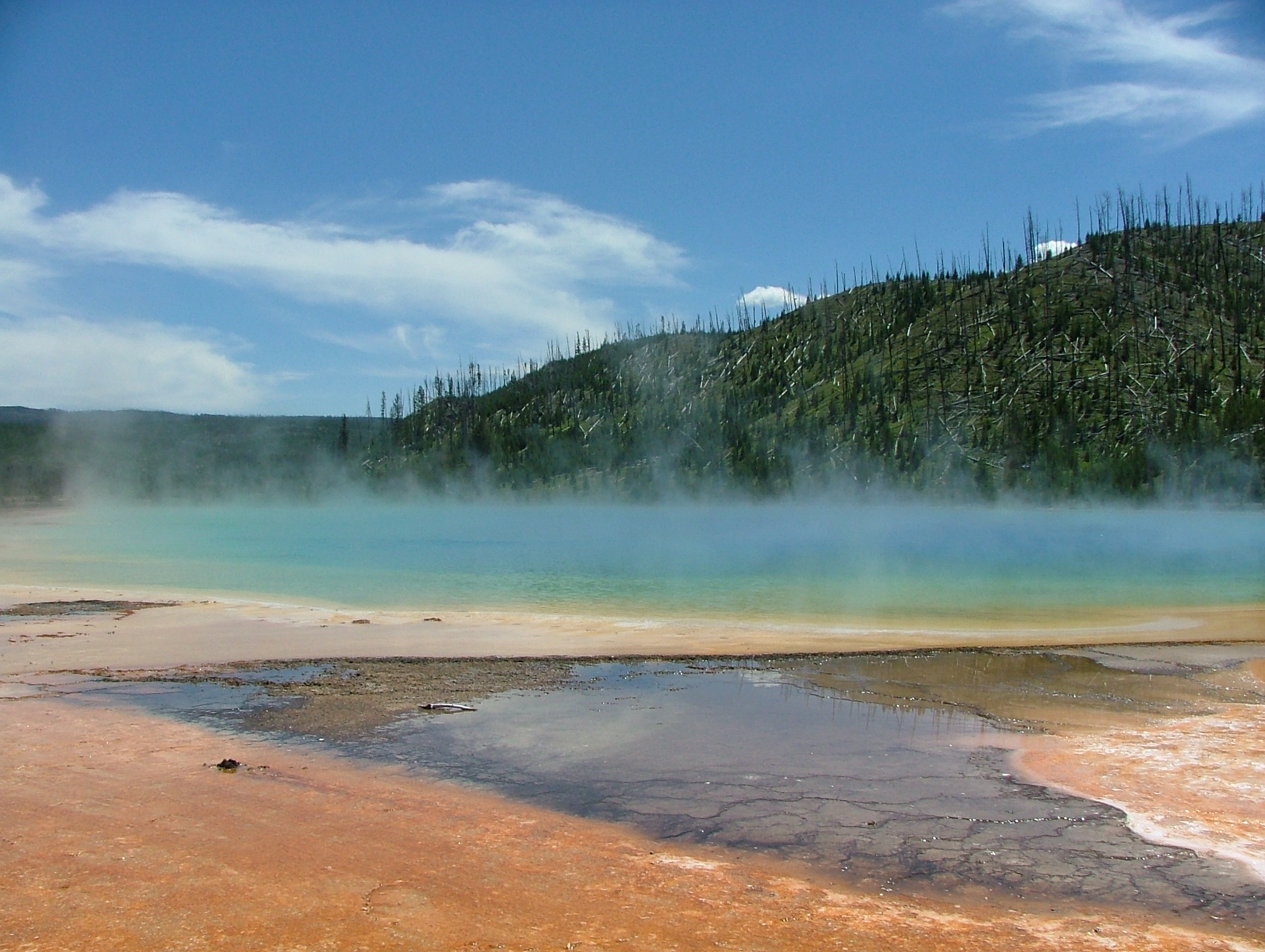
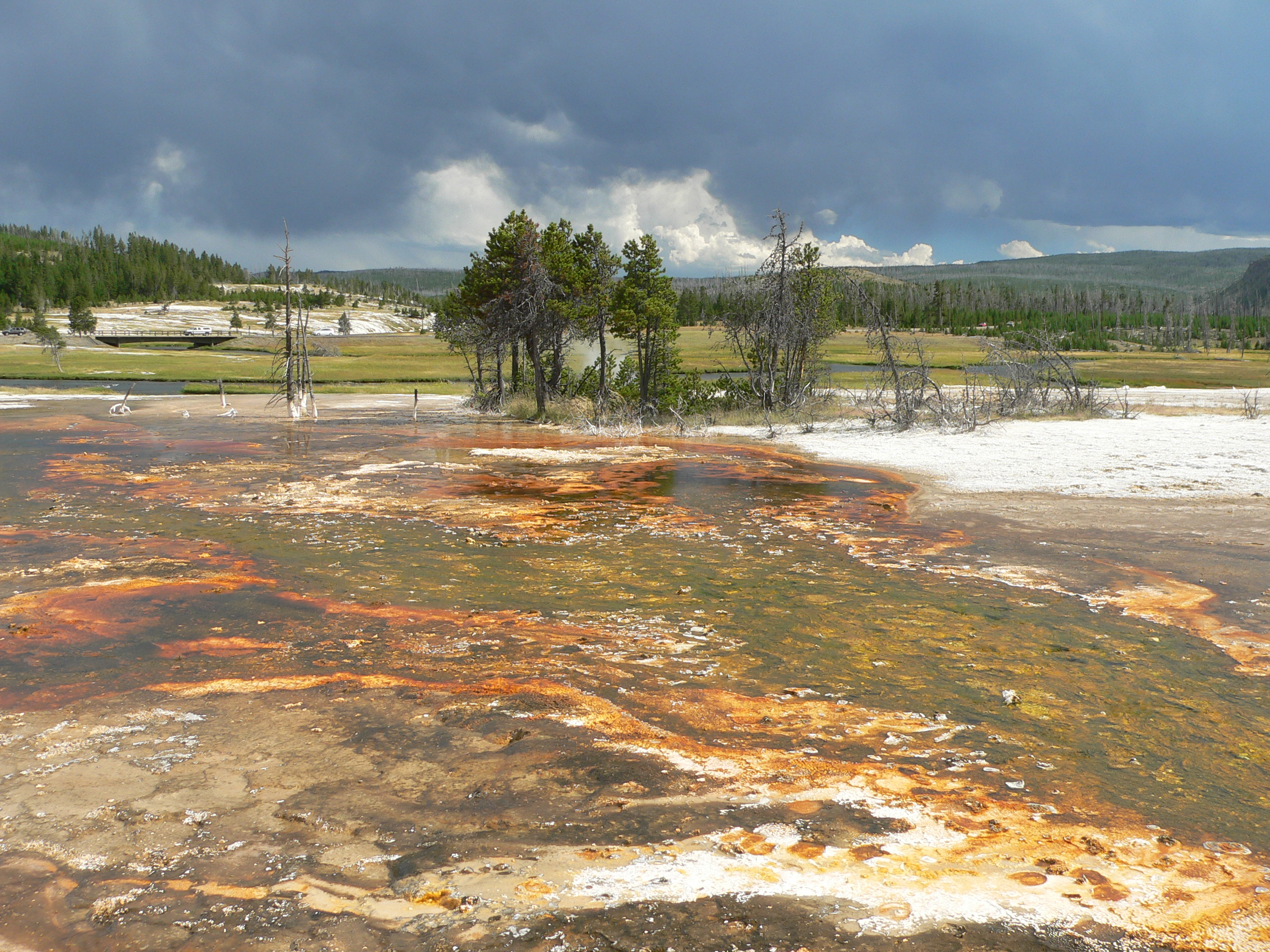
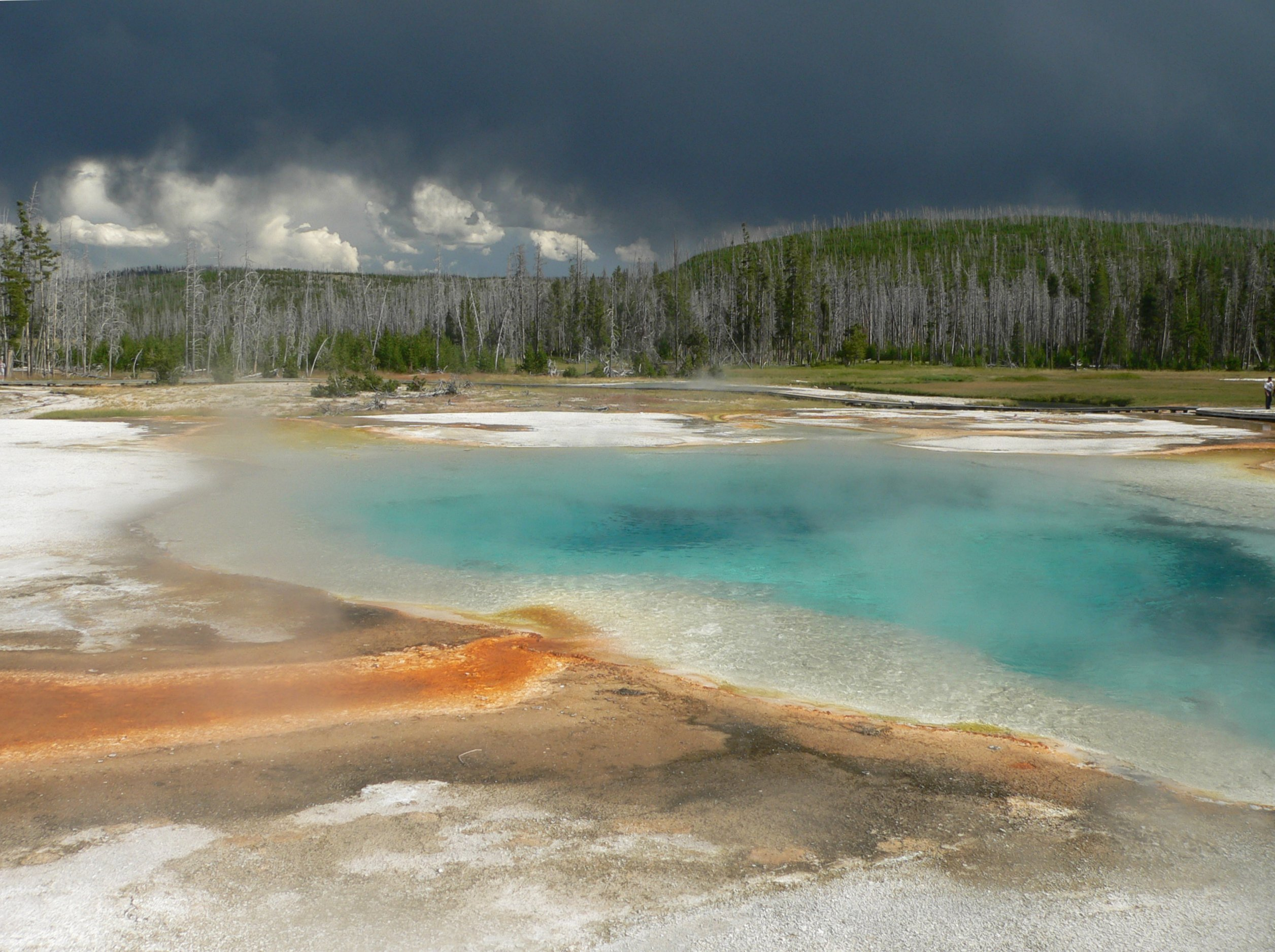
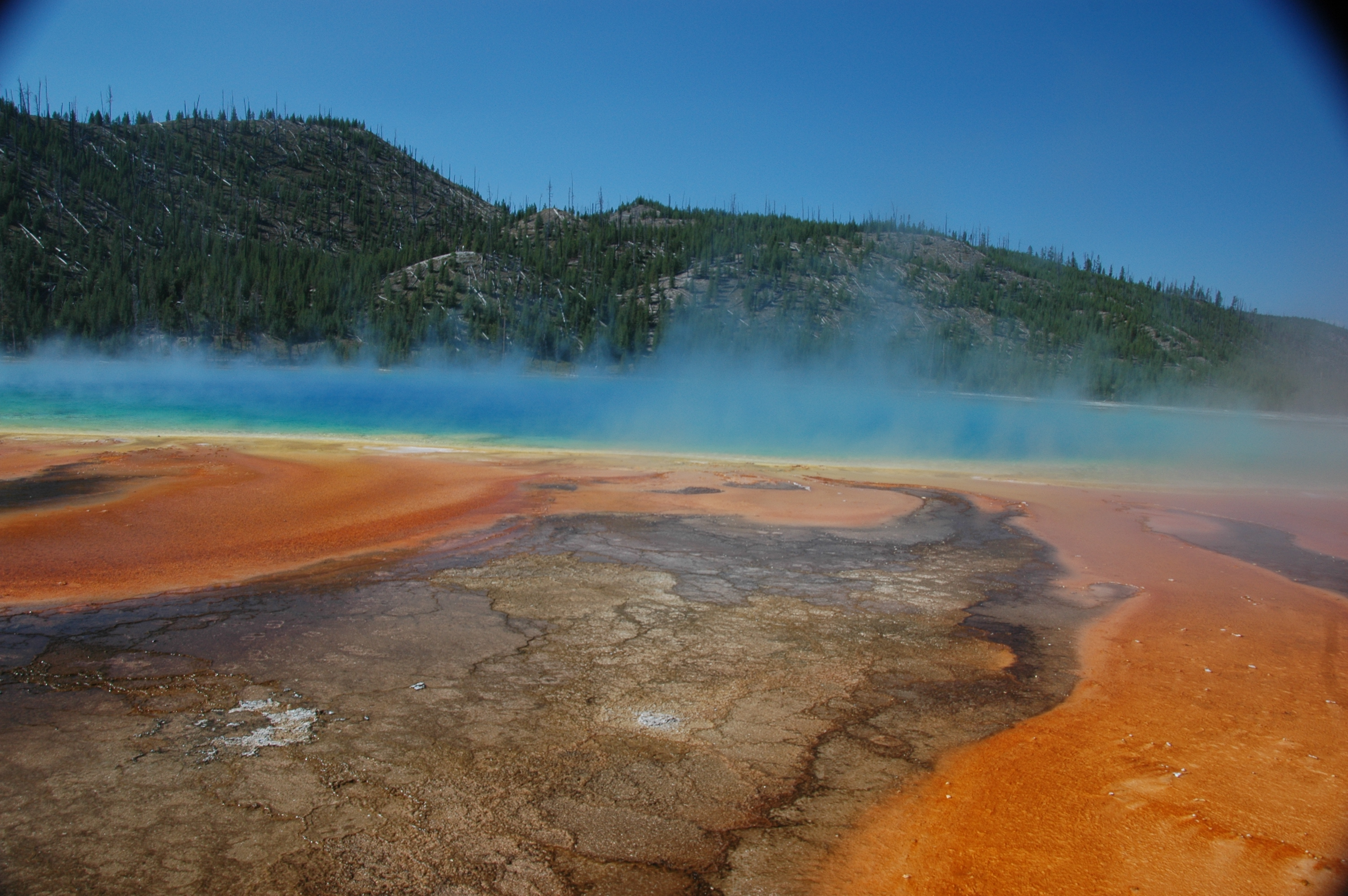
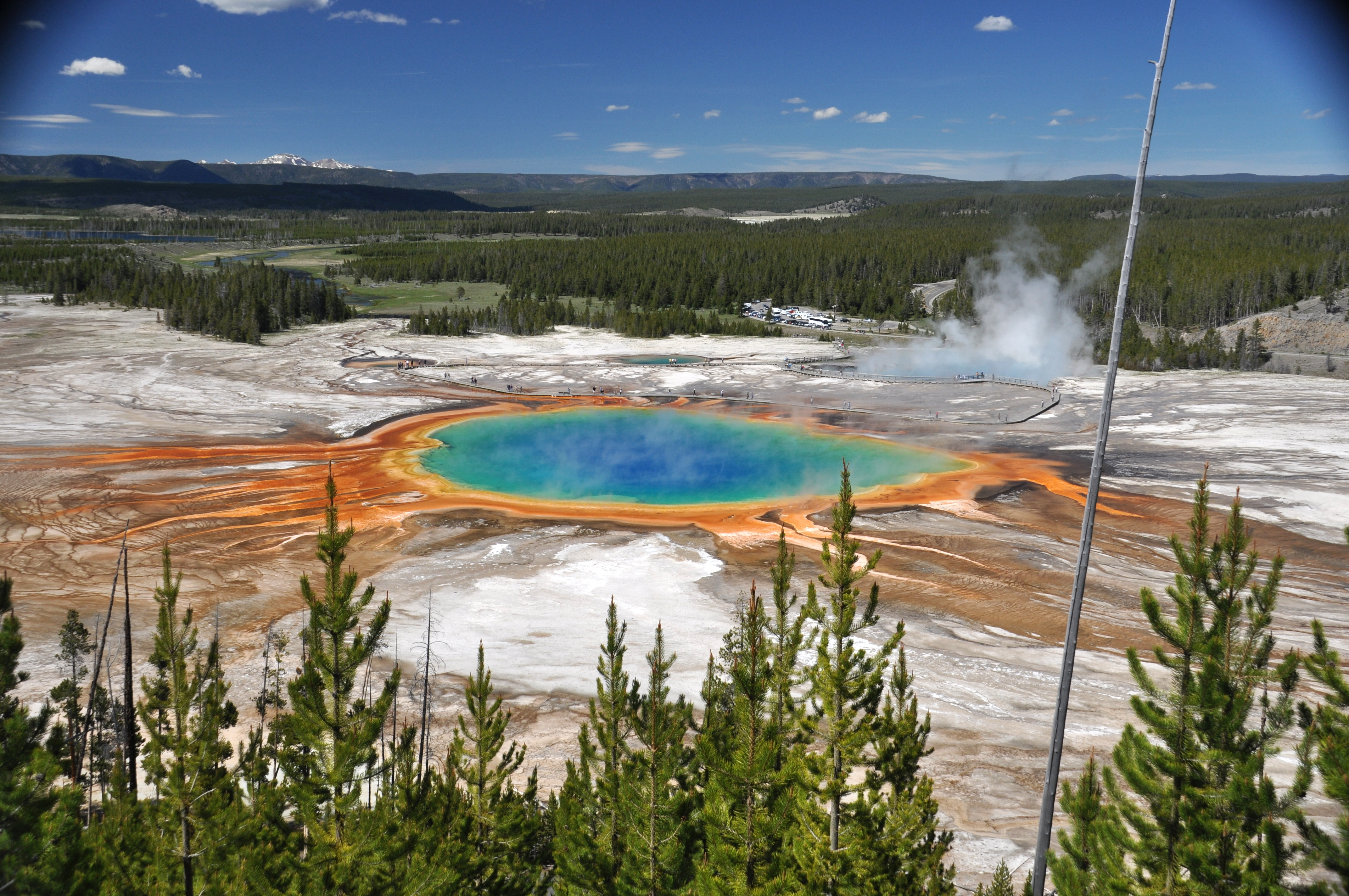
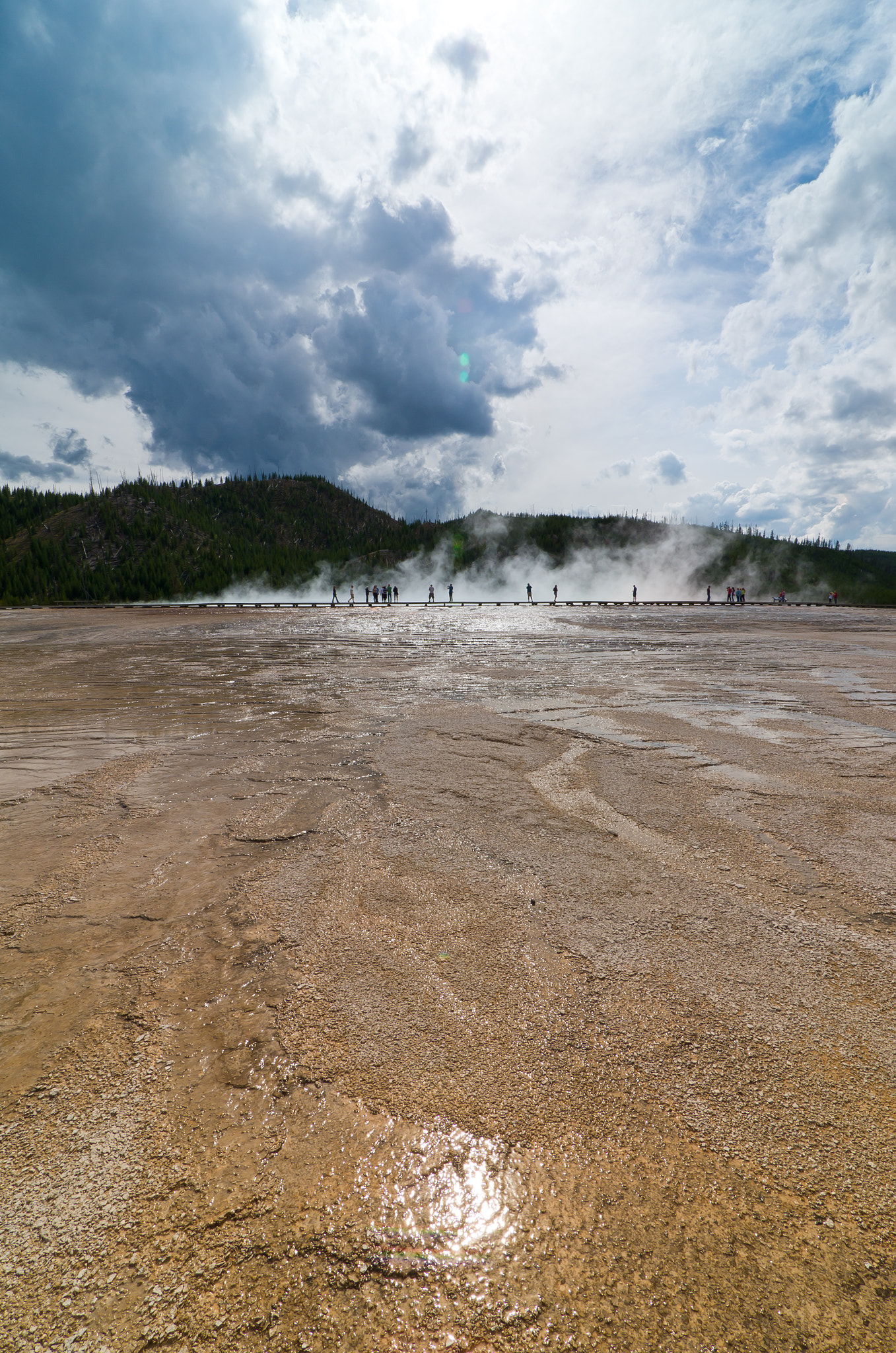
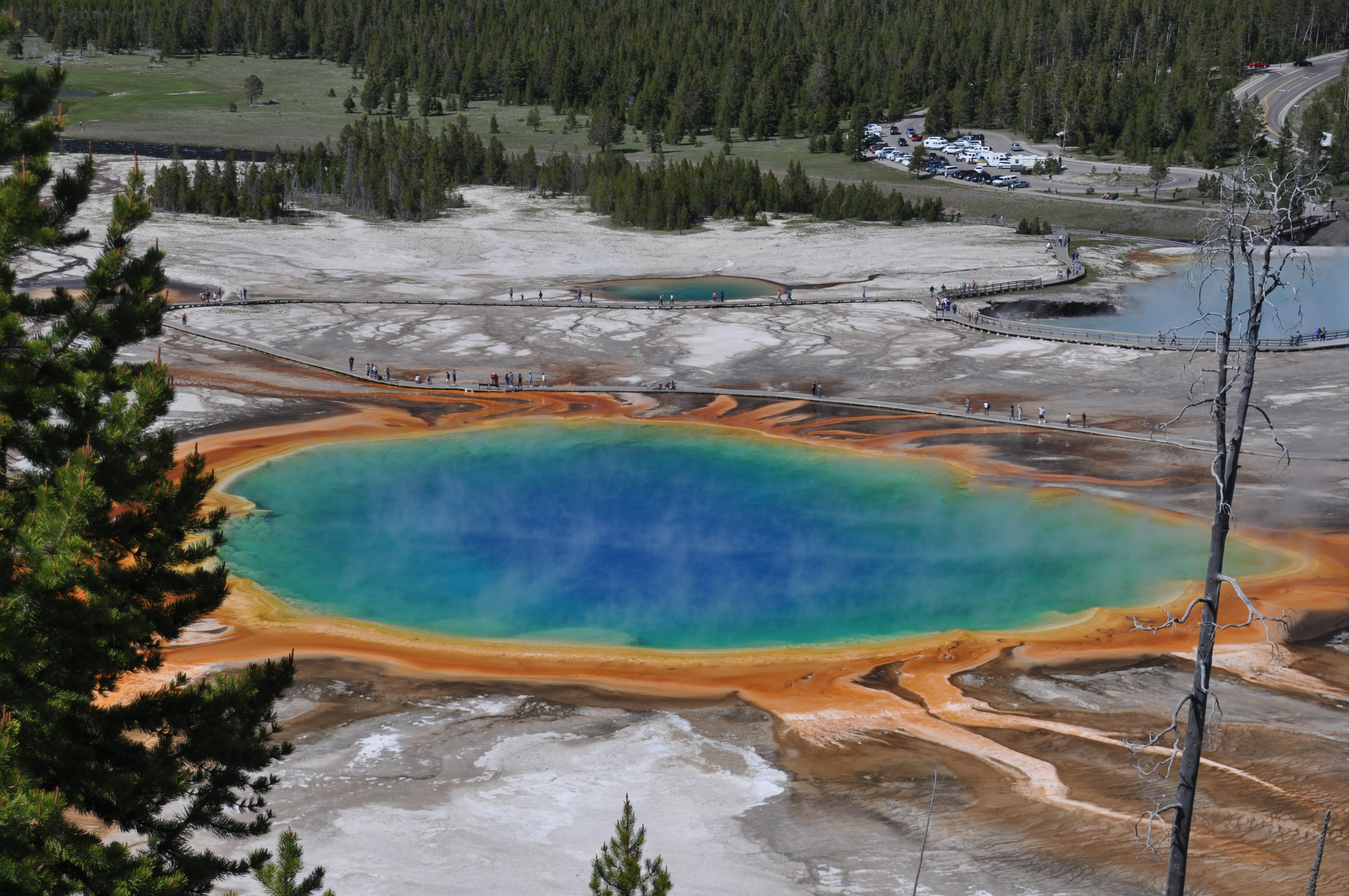
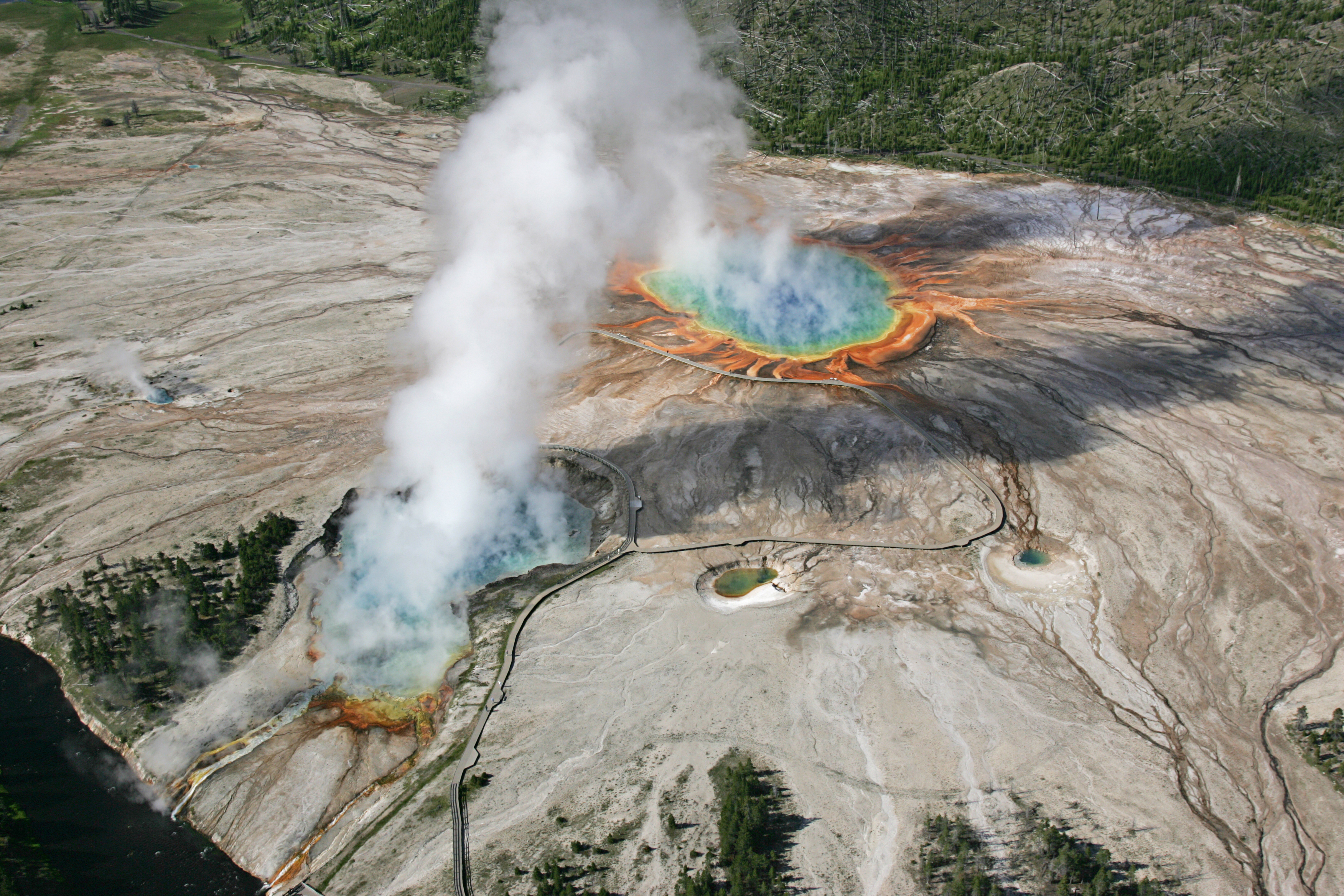
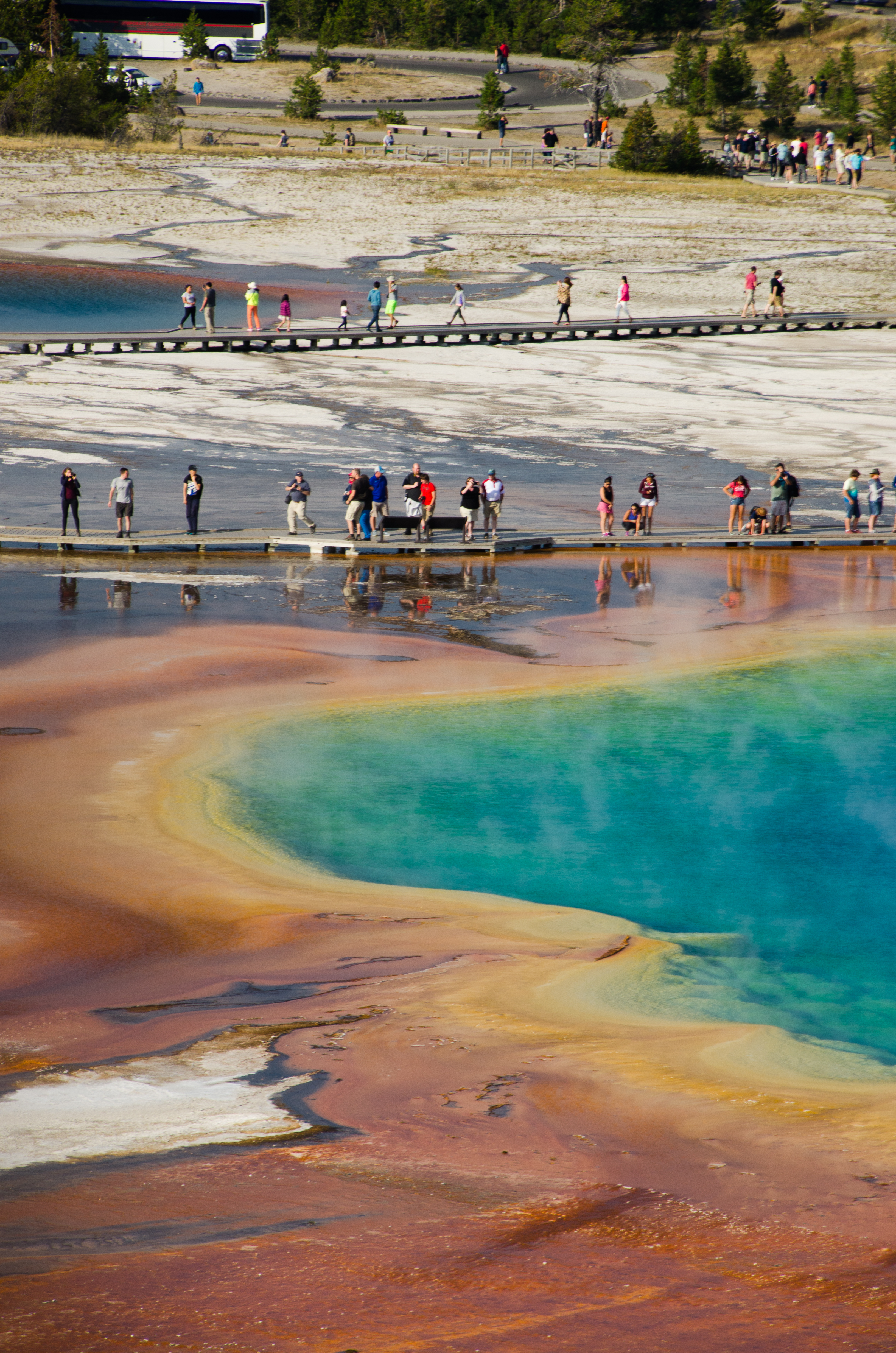
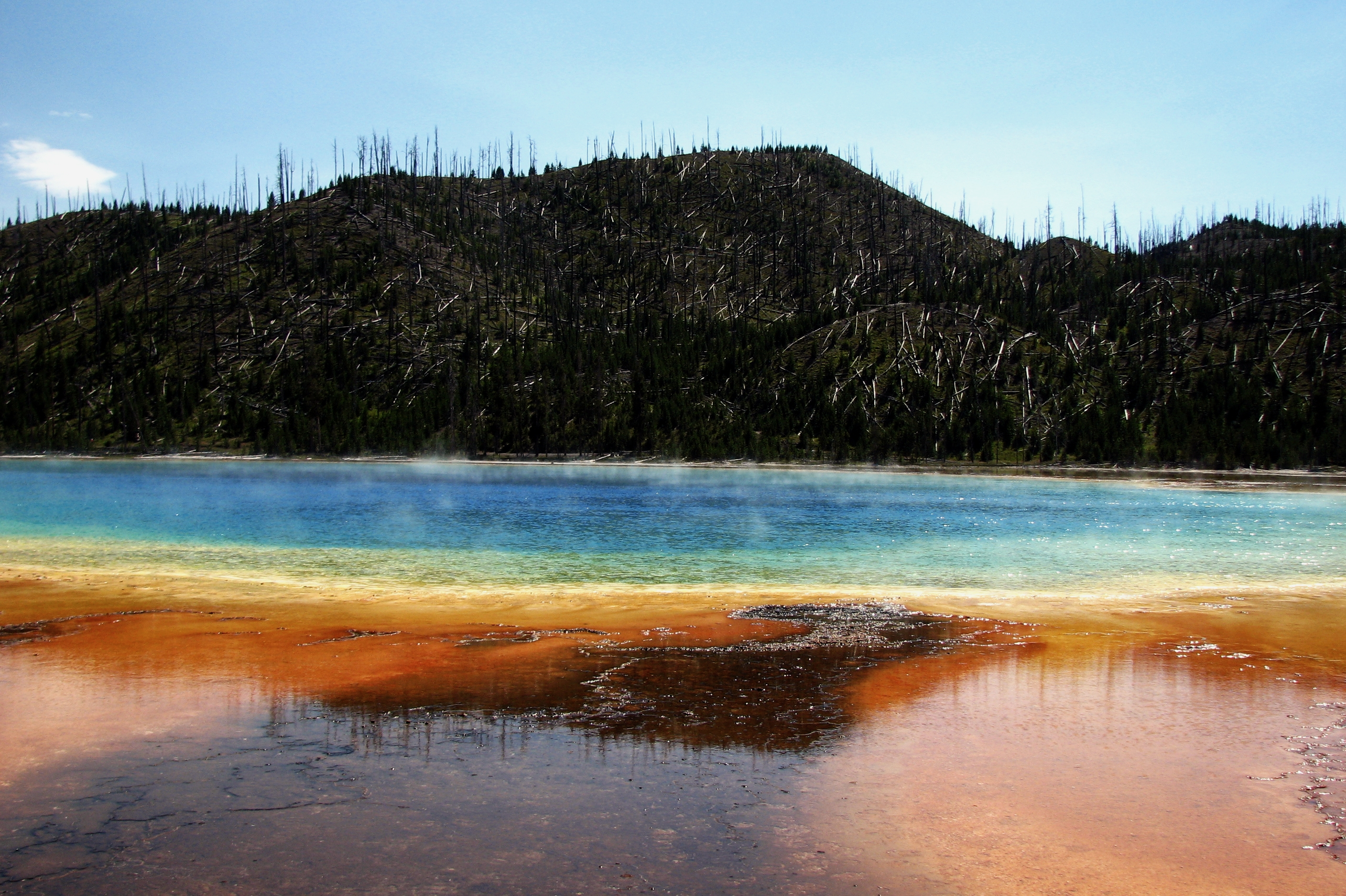